# 丸吉湯
丸吉湯（まるよしゆ）は、兵庫県淡路市岩屋1587にある銭湯。明石海峡大橋のすぐたもとにある。

## 概要
歴史ある銭湯で、近年和風にかつバリアフリーに改装されている。明石海峡大橋のすぐたもとに位置し、玄関からは橋が望める。
2018年12月22日から2019年3月31日には、銭湯関係の著書も多い松本康治の尽力もあり、岩屋地区にある四つの温浴施設を利用してスタンプを集める催し「淡路岩屋湯名人スタンプラリー」が開催され、「美湯松帆の郷」と旅館「淡海荘」、銭湯では「丸吉湯」と「扇湯」の4施設が対象となり、「町おこし」にも一役買った。

## 施設
サウナと信楽焼浴槽の水風呂がある。また、シャンプー・リンスや各種アメニティグッズが販売される。
※駐車場有

## 営業
- 営業時間:14:30～22:30
- 休業日:1月1日、月に2回不定休。